# Coses que no et vaig dir mai
Coses que no et vaig dir mai (títol original en castellà Cosas que nunca te dije, coneguda també pel seu títol en anglès Things I Never Told You) és una pel·lícula hispanoestatunidenca, escrita i dirigida per Isabel Coixet el 1996 i doblada al català. Els principals actors son Lili Taylor i Andrew McCarthy, com també Alexis Arquette, Richard Edson, Debi Mazar, Leslie Mann i Seymour Cassel.

## Argument
La pel·lícula està ambientada en una petita ciutat de la costa nord-oest estatunidenca (i filmat a diferents localitats d'Oregon). El xicot d'Ann la truca des de Praga. 25 dies després de deixar-la a l'aeroport ell li confessa que ja no l'estima, ja que està amb una altra noia.

## Repartiment
- Andrew McCarthy: Don Henderson
- Lili Taylor: Ann
- Alexis Arquette: Paul, el veí
- Debi Mazar: Diane, la noia que abans era un noi
- Richard Edson: Steve, l'home deprimit
- Leslie Mann: Laurie, amiga de l'Ann
- Seymour Cassel: Frank Henderson, el pare de Don

I també:
- Sherilyn Lawson: dona obsessionada amb el gelat
- Linda Ruth Goertz: Aurora
- Kathryn Hurd: Muriel
- Chanda Watts: infermera d'Ann
- Kathleen Edwards: Dra. Lewis
- Peggy West: dona amb una càmera
- etc.

## Premis i nominacions
Els principals guardons que va rebre la pel·lícula van ser:

### Premis
- Sant Jordi de Cinema a la millor pel·lícula espanyola per Isabel Coixet
- Fotogramas de Plata a la millor pel·lícula espanyola per Isabel Coixet
- Ondas al millor director per Isabel Coixet, compartit amb Alejandro Amenábar per Tesis
- Premi del Círculo de Escritores Cinematográficos al millor guió original per Isabel Coixet

### Nominacions
- Goya al millor guió original per Isabel Coixet

## Localitzacions
La pel·lícula es va rodar a diversos indrets de l'estat d'Oregon, com Scappoose, Saint Helens, Portland i el Riu Columbia.